# ياسمين أمحيص
ياسمين أمحيص (من مواليد 1982، الأبيار ) هي عالمة جزائرية - فرنسية تخصص فيزياء الجسيمات. في عام 2016، حصلت على جائزة جاك هيربراند ‏. وهي حفيدة الناقدة الجزائرية جوهر أمحيص أوكسل.

## النشأة والتعليم
ولدت أمحيص في الأبيار، وحصلت على شهادة الباكلوريا (الشهادة الثانوية) في الجزائر في عام 1999، وتابعت ياسمين أمحيس دراستها الجامعية في فرنسا. حصلت على درجة الماجستير من جامعة باريس الجنوبية في أورساي، ثم حصلت على منحة أطروحة في عام 2006 وبدأت عملها في IJCLab أورساي تحت إشراف ماري هيلين شوني وجاك ليفرانسوا. أدى عملها على أطروحتها إلى تعريفها بتجربة LHCb ‏ (جمال مصادم الهادرونات الكبير) في سيرن. بعد حصولها على درجة الدكتوراه، انتقلت إلى سويسرا للعمل باحثةً ما بعد الدكتوراه لمدة ثلاث سنوات في مدرسة لوزان الاتحادية للعلوم التطبيقية.

## المسيرة المهنية
في عام 2012، حصلت على منصب باحث علمي دائم في المركز الوطني الفرنسي للبحث العلمي. نشرت كامبوس فرانس، خريجو فرنسا مسيرتها الأكاديمية المتميزة في عام 2017.
كرست أمحيص أبحاثها لمواضيع تتعلق بـ " باريون الكوارك السفلي "، وهي المواضيع التي استعرضتها في عامي 2017 و2022. في عام 2016، حصلت على جائزة جاك هيربراند ‏ من الأكاديمية الفرنسية للعلوم  ونظرًا لخبرتها والتزامها بتجربة LHCb، وهي عبارة عن تعاون بين أكثر من 1000 عالم، فقد انتخبت في أبريل 2022 لمنصب «منسق الفيزياء» الاستراتيجي.

## المشاركات
ونظراً لخلفيتها وأصولها، انخرطت أمحيص بشكل طبيعي مع علماء فيزياء آخرين من الشتات الأفريقي في تطوير العلوم في البلدان النامية. شاركت في مبادرة «الاستراتيجية الإفريقية للفيزياء الأساسية والتطبيقية» (ASFAP) التي أسسها في عام 2020، من بين آخرين، فيروز مالك وكيتفي أساماجان ‏. حتى عام 2022، نسقت المجموعة المسؤولة عن الاستراتيجية في فيزياء الجسيمات والجسيمات الفلكية.

## المنشورات
أمحيص هي المؤلفة أو المشاركة في تأليف أكثر من 600 مقال، معظمها يتعلق بتجربة LHCb. ومن بين كل هذه المقالات، استشهد بـ 14 مقالاً أكثر من 500 مرة 

## الجوائز
في عام 2016، حصلت أمحيص على جائزة جاك هيربراند ‏ من الأكاديمية الفرنسية للعلوم.

## روابط خارجية
- موقع ياسمين أمحيص